# 桓齮
桓 齮（かん き、? - 紀元前233年?）は、中国戦国時代の秦の武将。秦王政に仕え、秦の天下統一に貢献した。

## 生涯
秦王政10年（紀元前237年）、将軍になる。
秦王政11年（紀元前236年）、王翦・楊端和らと趙の鄴を攻めて、先ずその周辺の9城を取る。桓齮はそこに留まり、王翦が一人で閼与・鄴などを落とす。
秦王政13年（紀元前234年）、趙の平陽・武城を攻めて、趙将の扈輒を武遂で討ち、趙兵の首を斬ること10万であった。
秦王政14年（紀元前233年）、再び趙を攻めて、平陽と武城を平定した。さらに、赤麗と宜安を攻め、宜安ではその将軍を討ったものの、趙の大将軍の李牧に肥下の戦いで敗れた。『戦国策』趙策四によれば、この敗戦で李牧に討たれたとされる。一方、『史記』廉頗藺相如列伝では大敗したのち、敗走したと記されている。

## 桓齮・樊於期同一人物説
『史記』においてはその後の経歴は不明であるため、中国の歴史家楊寛は著書『戦国史』で、敗戦の処罰を恐れた桓齮は燕に亡命し、樊於期と名を改めたという説を唱えた。